# Passi falsi nel futuro
Passi falsi nel futuro (The Age of the Pussy Foot) è un romanzo di fantascienza scritto da Frederik Pohl. Fu pubblicato originariamente a puntate nella rivista Galaxy Science Fiction in tre parti, a partire dall'ottobre 1966 e pubblicato in volume nel 1969.
È stato pubblicato in Italia nel 1971 dall'Editrice Nord nella collana Cosmo. Collana di Fantascienza n.10.

## Trama
Charles Forrester, pompiere, è morto in un incendio. Nell'anno 2527 d.C. si risveglia in piena forma, con a disposizione un piccolo capitale maturato nel corso di cinque secoli. In un vivace susseguirsi di imprevisti, scopre il mondo del futuro dove tecnologia, leggi, codici morale e comportamentale sono completamente diversi da quelli cui era abituato.